# Observatori Winer

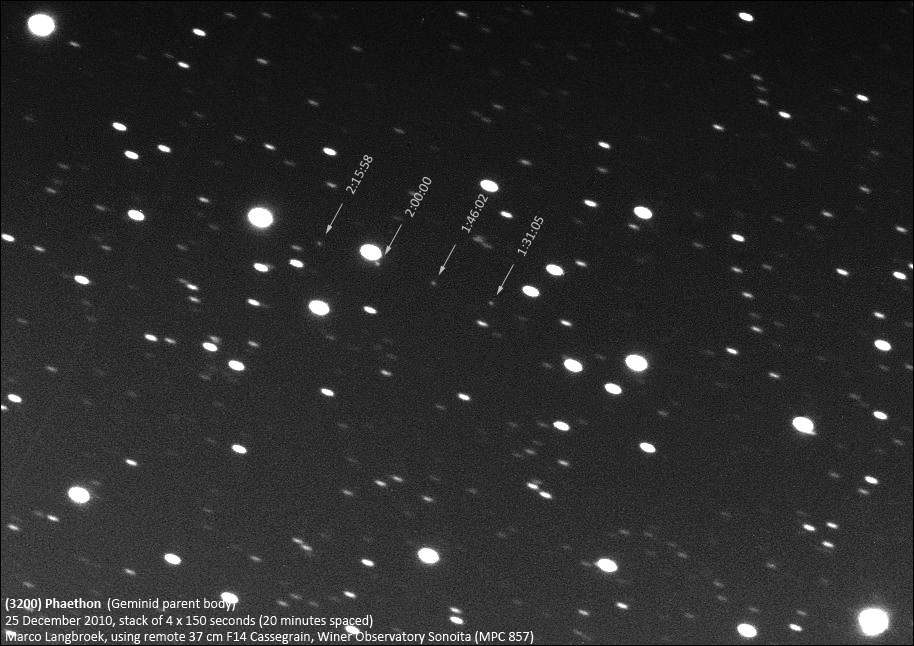
L'asteroide (3200) Faetont, cos primari dels Gemínids, fotografiat el 25 de desembre de 2010 amb el telescopi de 37 cm F14 amb el telescopi Cassegrain de l'Observatori Winer, Sonoita (MPC 857)

L'Observatori Winer és un observatori astronòmic prop de Sonoita, Arizona als Estats Units. És un observatori privat sense ànim de lucre, operat per Mark Trueblood des de 1983. Ha estat el lloc d'una sèrie de petits telescopis significatius i famosos telescopis robòtics. Ha estat el lloc de l'Observatori robòtic d'Iowa. La instal·lació també va acollir el telescopi de Michael Schwartz, actiu en patrulles de supernova, fins que Tenagra Observatories va obrir una instal·lació a la zona. És el lloc del Kilodegree Extremely Little Telescope.